# R 5 (sous-marin italien)
Le R 5 est un sous-marin de la classe R ou classe Romolo, qui aurait dû entrer en service dans la Regia Marina pendant la Seconde Guerre mondiale.

## Caractéristiques
Les sous-marins de la classe R déplaçaient 2 155 tonnes en surface et 2 560 tonnes en immersion. Les sous-marins mesuraient 86,5 mètres de long, avaient une largeur de 7,86 mètres et un tirant d'eau de 5,34 mètres. Ils avaient une profondeur de plongée opérationnelle de 800 mètres. L'équipage se composait de 7 officiers et 51 sous-officiers et marins. Ils avaient une capacité de chargement de 600 tonnes.
Le système de propulsion était de type conventionnel, avec deux moteurs diesel TOSI pour la navigation de surface, d'une puissance totale de 2 600 chevaux-vapeur (1 900 kW), chacun entraînant un arbre d'hélice. En immersion, chaque hélice était entraînée par un moteur électrique Marelli de 450 chevaux-vapeur (336 kW). Ces moteurs électriques étaient alimentés par une batterie d'accumulateurs au plomb composée de 216 éléments. Ils pouvaient atteindre 13 nœuds (24 km/h) en surface et 6 nœuds (11 km/h) sous l'eau. En surface, la classe R avait une autonomie de 12 000 milles nautiques (22 000 km) à 9 noeuds (17 km/h); en immersion, elle avait une autonomie de 110 milles nautiques (200 km) à 3,5 noeuds (6,2 km/h).
Les sous-marins étaient uniquement armés pour l'autodéfense avec trois canons anti-aériens légers Breda 20/65 Mod. 1935 de 20 millimètres
Certains sous-marins ont pu être équipés d'une paire de tubes lance-torpilles internes de 45 cm à l'avant et à l'arrière.

## Construction et mise en service
Le R 5 est construit par le chantier naval Cantieri navali Tosi di Taranto (Tosi) de Tarente en Italie, et mis sur cale le 25 mars 1943. Il n'a jamais été lancé.

## Historique
La construction du R 5 est suspendue après l'armistice du 8 septembre 1943 (armistice de Cassibile), le navire étant prêt à 58%.
Pour dégager la cale de halage, il est démoli sur place en 1944 pour récupérer les matériaux de construction.